# German Football League 2 2025
Die Saison 2025 der German Football League 2 wird die 43. Saison der GFL2, der zweithöchsten Spielklasse der Sportart American Football in Deutschland. Der Saisonstart ist für den 10. Mai geplant. Das Reguläre Saison endet planmäßig am 7. September, die Aufstiegsrelegationsspiele sind für den 20./21. September und 27./28. September vorgesehen.

## Modus und Teams
In dieser Saison treten 15 Teams in der GFL2 an. Aus den Regionalligen sind die Biberach Beavers, Elmshorn Fighting Pirates, Krefeld Ravens, Leipzig Lions, Nürnberg Rams und Wiesbaden Phantoms aufgestiegen. Ursprünglich waren auch die Oldenburg Knights sportlich qualifiziert, nachdem sie im Vorjahr den Klassenerhalt schafften. Sie zogen sich jedoch im Dezember 2024 aus der GFL2 zurück.
Die Teams treten aufgeteilt in die Regionalgruppen Nord und Süd an. Durch den Rückzug der Oldenburg Knights tritt in der Nordgruppe ein Team weniger als vorgesehen an. Damit sind es sieben Teams im Norden und acht im Süden. Im Süden spielt jedes Team ein Hin- und ein Rückspiel gegen die anderen Teams der eigenen Staffel. Gegen die Teams der anderen Staffel wird jeweils nur einmal gespielt, insgesamt zweimal zuhause und zweimal auswärts. Im Norden spielt jedes Team fünf Heim- und fünf Auswärtsspiele. Gegen welche Teams gespielt wird, wurde gelost. Insgesamt spielen alle Mannschaften 10 Spiele.
Im Rahmen der geplanten Ligareform mit dem Ziel der Verkleinerung der GFL auf 12 Teams steigen in der Saison 2025 nur jeweils der Gruppenletzte ab statt die beiden Gruppenletzten wie in den Vorjahren.
In der Gruppe Nord nehmen die folgenden Teams am Ligabetrieb teil:
- Elmshorn Fighting Pirates (Aufsteiger RL Nord)
- Hamburg Pioneers
- Krefeld Ravens (Aufsteiger RL West)
- Langenfeld Longhorns
- Leipzig Lions (Aufsteiger RL Ost)
- Lübeck Cougars
- Rostock Griffins
- Oldenburg Knights (zurückgezogen)

Nach dem Rückzug der Oldenburg Knights wurde im Norden die Staffeleinteilung aufgelöst.
In der Gruppe Süd nehmen die folgenden Teams am Ligabetrieb teil:
Staffel 1
- Albershausen Crusaders
- Gießen Golden Dragons
- Montabaur Fighting Farmers
- Nürnberg Rams (Aufsteiger RL Süd)

Staffel 2
- Biberach Beavers (Aufsteiger RL Südwest)
- Fursty Razorbacks
- Regensburg Phoenix
- Wiesbaden Phantoms (Aufsteiger RL Mitte)

## Saisonverlauf

### Gruppe Nord

#### Spiele Nord
| GFL2 Nord 2025            | RG                                      | HP                        | LLo                       | LC                         | EFP                        | KR                         | LLI                      |
| ------------------------- | --------------------------------------- | ------------------------- | ------------------------- | -------------------------- | -------------------------- | -------------------------- | ------------------------ |
| Rostock Griffins          |                                         | 23.08.                    | 24:14 7:0, 14:0, 3:7, 0:7 | 24:3 7:0,7:3,7:0,3:0       | 56:29 15:0,20:14,14:15,7:0 | –                          | 44:20 14:0,16:0,7:7,7:13 |
| Hamburg Pioneers          | 42:49 14:20,0:14,21:8,7:7               |                           | 24:13 10:10,7:3,0:0,7:0   | 45:13 16:7, 22:0, 7:6, 0:0 | –                          | 52:36 14:14,10:7,28:0,0:15 | 30.08.                   |
| Langenfeld Longhorns      | 35:19 21:0, 7:7, 0:6, 7:6               | 35:10 6:0, 26:0, 3:7, 0:3 |                           | 31:34 7:0,0:21,7:7,17:6    | 41:42 7:14,21:14,7:7,6:7   | 23.08.                     | –                        |
| Lübeck Cougars            | 30.08.                                  | 14:27 0:14,7:3,7:0,0:10   | –                         |                            | 34:44 6:7,14:23,0:7,14:7   | 6:22 0:0,0:8,6:7,0:7       | 14:34 0:7,7:7,0:14,7:6   |
| Elmshorn Fighting Pirates | –                                       | 42:63 7:7,21:28,14:7,0:21 | 36:42 0:7,21:21,0:7,15:7  | 35:34 7:14,14:7,7:7,7:6    |                            | 21:33 0:7,7:7,7:0,7:19     | 38:7 7:0, 24:7, 0:0, 7:0 |
| Krefeld Ravens            | 21:27 0:7, 0:7, 6:7, 15:0, OT: 0:0, 0:6 | –                         | 48:9 7:3,14:0,20:6,7:0    | 50:7 7:0,14:0,13:0,16:7    | 30.08.                     |                            | 41:29 6:3,22:12,6:7,7:7  |
| Leipzig Lions             | 38:42 3:14,7:8,20:7,8:13                | 22:35 0:7,3:14,13:7,6:7   | 21:35 7:7,6:14,0:7,8:7    | –                          | 28:14 7:0, 14:7, 0:7, 7:0  | 17:40 7:7,7:27,3:0,0:6     |                          |

Quelle: GFL2-Spielplan auf gfl.info

#### Tabelle Nord
| Pl. | Team                      | Sp | S | N | TD      | Diff. | SQ    |
| --- | ------------------------- | -- | - | - | ------- | ----- | ----- |
| 1   | Rostock Griffins          | 8  | 7 | 1 | 285:202 | 0+83  | 0,875 |
| 2   | Krefeld Ravens            | 8  | 6 | 2 | 291:168 | +123  | 0,750 |
| 3   | Hamburg Pioneers          | 8  | 6 | 2 | 298:224 | 0+74  | 0,750 |
| 4   | Langenfeld Longhorns      | 9  | 4 | 5 | 255:258 | 00−3  | 0,444 |
| 5   | Elmshorn Fighting Pirates | 9  | 4 | 5 | 301:338 | 0−37  | 0,444 |
| 6   | Leipzig Lions             | 9  | 2 | 7 | 216:303 | 0−87  | 0,222 |
| 7   | Lübeck Cougars            | 9  | 1 | 8 | 159:312 | −153  | 0,111 |

Erläuterungen: Relegation 0 Abstieg

### Gruppe Süd

#### Spiele Süd
| GFL2 Süd 2025              | Staffel 1               | Staffel 1                  | Staffel 1                  | Staffel 1                  | Staffel 2                      | Staffel 2                 | Staffel 2                | Staffel 2                    |
| GFL2 Süd 2025              | AC                      | GGD                        | MFF                        | NR                         | BB                             | FR                        | RP                       | WP                           |
| -------------------------- | ----------------------- | -------------------------- | -------------------------- | -------------------------- | ------------------------------ | ------------------------- | ------------------------ | ---------------------------- |
| Albershausen Crusaders     |                         | 34:0 20:0, 7:0, 0:0, 7:0   | 28:7 7:7,14:0,0:0,7:0      | 27:28 14:7,7:7,6:0,0:14    | 47:26 20:7,17:7,7:6,3:6        | –                         | 24.08.                   | –                            |
| Gießen Golden Dragons      | 21:34 6:6,9:15,6:13,0:0 |                            | 22:19 0:10,7:9,15:0,0:0    | 38:13 14:6,14:7,3:0,7:0    | –                              | 23.08.                    | –                        | 31:17 7:0,14:10,7:7,3:0      |
| Montabaur Fighting Farmers | 21:10 0:0,7:7,0:3,14:0  | 30.08.                     |                            | 41:35 14:3,0:11,14:14,13:7 | –                              | 0:7 0:0,0:0,0:0,0:7       | –                        | 17:24 0:0,7:14,0:10,10:0     |
| Nürnberg Rams              | 30.08.                  | 20:26 0:14, 7:6, 0:6, 13:0 | 30:29 6:0, 16:7, 0:15, 8:7 |                            | 6:49 0:15,0:14,0:13,6:7        | –                         | 14:36 0:10,7:6,0:12,7:8  | –                            |
| Biberach Beavers           | –                       | 21:8 0:0,7:8,7:0,7:0       | 28:45 7:7,14:10,0:14,7:14  | –                          |                                | 15:25 7:6, 0:12, 8:7, 0:0 | 24:41 0:13,6:6,6:9,12:13 | 43:42 20:14, 8:14, 7:14, 8:0 |
| Fursty Razorbacks          | 0:20 0:0,0:7,0:0,0:13   | –                          | –                          | 14:16 0:0,7:10,0:0,7:6     | 30.08.                         |                           | 13:30 0:14,7:3,0:0,6:13  | 3:27 0:0,3:13,0:7,0:7        |
| Regensburg Phoenix         | –                       | 22:12 0:0,8:0,7:6,7:6      | 34:14 0:7, 14:7, 13:0, 7:0 | –                          | 30:22 0:0,15:3,8:6,7:13        | 33:10 7:0,14:10,6:0,6:0   |                          | 30.08.                       |
| Wiesbaden Phantoms         | 10:17 7:0,0:10,3:7,0:0  | –                          | –                          | 23.08.                     | 21:27 7:13,7:0,0:2,7:6 OT: 0:6 | 42:0 7:0,28:0,0:0,7:0     | 20:18 7:0,6:6,7:0,0:12   |                              |

Quelle: GFL2-Spielplan auf gfl.info

#### Tabelle Süd
| Pl. | Team                       | Sp | S | N | TD      | Diff. | SQ    |
| --- | -------------------------- | -- | - | - | ------- | ----- | ----- |
| 1   | Regensburg Phoenix         | 8  | 7 | 1 | 244:129 | +115  | 0,875 |
| 2   | Albershausen Crusaders     | 8  | 6 | 2 | 217:113 | +104  | 0,750 |
| 3   | Wiesbaden Phantoms         | 8  | 4 | 4 | 203:156 | 0+47  | 0,500 |
| 4   | Gießen Golden Dragons      | 8  | 4 | 4 | 158:180 | 0−22  | 0,500 |
| 5   | Biberach Beavers           | 9  | 4 | 5 | 255:265 | 0−10  | 0,444 |
| 6   | Nürnberg Rams              | 8  | 3 | 5 | 162:260 | 0−98  | 0,375 |
| 7   | Montabaur Fighting Farmers | 9  | 3 | 6 | 193:218 | 0−25  | 0,333 |
| 8   | Fursty Razorbacks          | 8  | 2 | 6 | 072:183 | −111  | 0,250 |

Erläuterungen: Aufstieg 0 Abstieg